# Love in Tokyo
Love in Tokyo è il sesto album dal vivo del gruppo musicale britannico Coldplay, pubblicato il 7 dicembre 2018 dalla Parlophone.

## Descrizione
L'album è stato distribuito unicamente in Giappone e contiene 14 brani eseguiti presso il Tokyo Dome, tappa giapponese dell'A Head Full of Dreams Tour.

## Tracce
1. A Head Full of Dreams – 4:54
2. Yellow – 4:54
3. The Scientist – 5:53
4. Paradise – 6:51
5. Everglow – 4:25
6. Midnight/Charlie Brown – 7:27
7. Hymn for the Weekend – 3:42
8. Fix You – 5:52
9. Viva la vida – 4:12
10. Adventure of a Lifetime – 4:51 – 8:20 nell'edizione digitale
11. Us Against the World – 6:21
12. Something Just like This – 4:04
13. A Sky Full of Stars – 4:53
14. Up&Up – 9:30

## Formazione
- Chris Martin – voce, pianoforte, chitarra acustica
- Jonny Buckland – chitarra, tastiera, cori
- Guy Berryman – basso, tastiera, cori
- Will Champion – batteria e cori, sintetizzatore, chitarra acustica